# Atlantischer Zitterrochen
Der Atlantische Zitterrochen (Tetronarce nobiliana, Syn.: Torpedo nobiliana) ist mit einer Körperlänge von bis zu 1,80 Meter und einem Gewicht von 90 Kilogramm die größte Art aus der Familie der Zitterrochen. Er lebt in Tiefen bis 800 Metern meist über sandigem oder schlammigem Grund vor den Küsten des westlichen und östlichen Atlantiks sowie im Mittelmeer. Dabei leben jüngere Individuen in der Regel bodennah in flacheren Meeresgebieten, während die ausgewachsenen Tiere eine pelagische Lebensweise bevorzugen und entsprechend im Freiwasser anzutreffen sind.
Wie alle Rochen ist er stark abgeflacht und besitzt stark vergrößerte Brustflossen. Er jagt nachts bodennah lebende kleinere Fische und Krebstiere, die er elektrisch mit einer Spannung von bis zu 220 Volt betäubt oder tötet. Auch gegen potenzielle Bedrohungen setzt er elektrische Schläge ein, die für einen Menschen allerdings nur sehr selten lebensbedrohlich sind.

## Merkmale

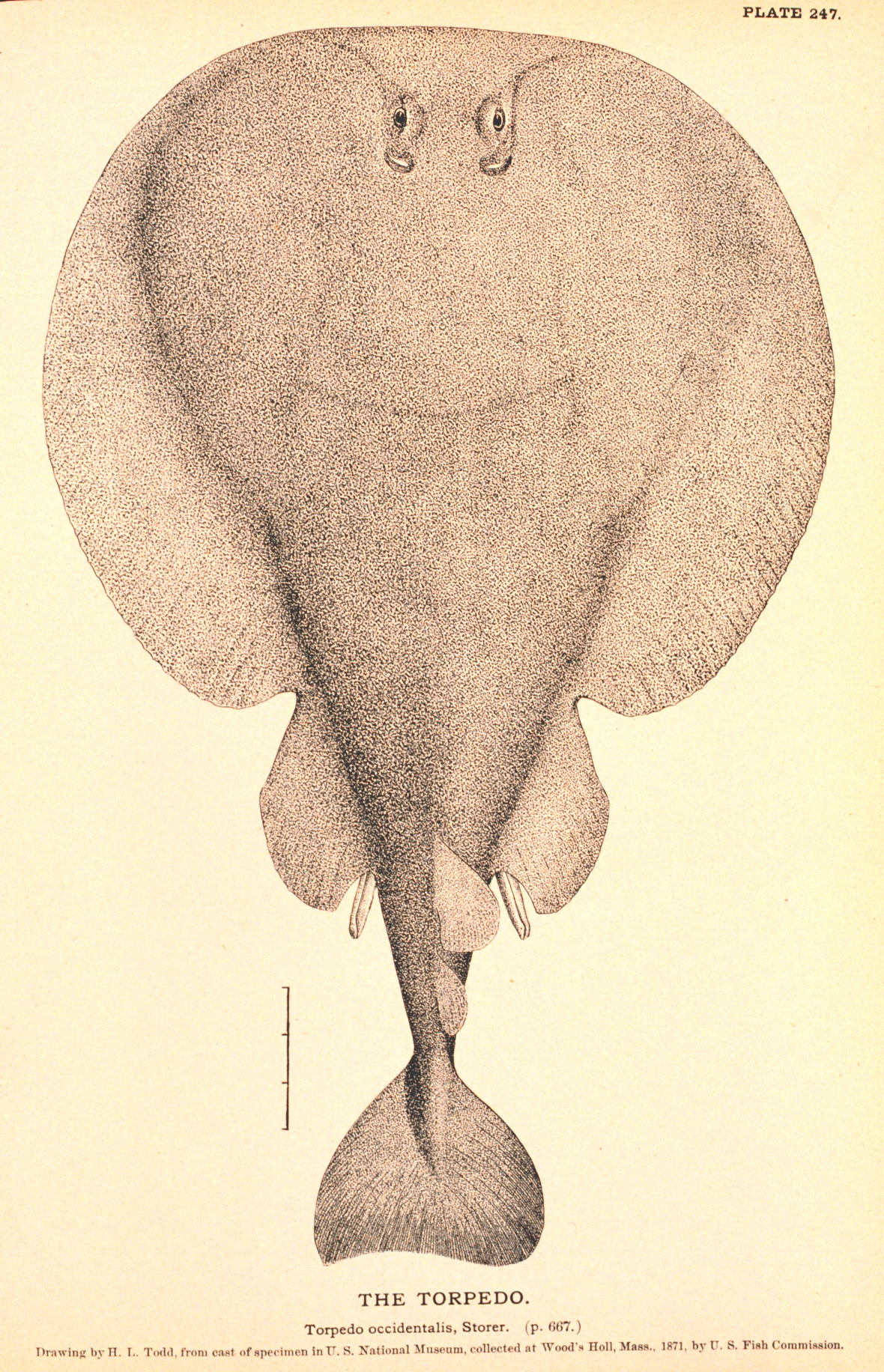
Historische Darstellung des Atlantischen Zitterrochens; die Umrisse der elektrischen Organe sind neben den Augen erkennbar.

Der Atlantische Zitterrochen ist mit einer Körperlänge von bis zu 1,80 Meter bei einem Gewicht von 90 Kilogramm die größte bekannte Art der Zitterrochen. Körperlängen von 0,6 bis 1,5 Meter sowie ein Gewicht von etwa 15 Kilogramm entsprechen allerdings eher dem Durchschnitt. Die Weibchen werden dabei größer als die Männchen. Die Oberseite ist einfarbig dunkel- bis blaugrau oder dunkelbraun, die Unterseite weiß. Für die Familie typische Fleckungen und Dornen auf dem Rücken besitzt er nicht, es können jedoch einzelne undeutliche Flecken und dunklere Flossenränder auftauchen.
Der Rochen hat die typische etwas breitere als lange Scheibenform seiner Familie, wobei die durch die stark vergrößerten Brustflossen gebildete, fast runde Körperscheibe etwa 1,2 mal so breit wie lang ist. Die Vorderkante des Körpers ist nahezu gerade und durch eine Überlappung der Brustflossen verdickt. Die Augen sind klein, dahinter liegen die deutlich größeren Spritzlöcher mit einem glatten Innenrand. Die Nasenlöcher sind nahe an der Mundöffnung, zwischen ihnen gibt es einen Hautlappen, der dreimal so breit wie lang ist und einen geschwungenen hinteren Rand hat. Die Mundöffnung ist breit und gewinkelt und besitzt deutlich ausgeprägte Gruben in den Mundwinkeln. Die Zähne sind spitz und nehmen in ihrer Anzahl im Laufe des Lebens zu, wobei Jungrochen 38 und ausgewachsene Rochen bis zu 66 Zahnreihen haben. Die fünf Paar Kiemenspalten sind klein, wobei das erste und das fünfte Paar kürzer sind als die mittleren Paare. Sie liegen, wie bei allen Rochen, auf der Bauchseite.
Zwei Rückenflossen, von denen die vordere doppelt bis dreifach größer als die hintere ist, befinden sich nahe dem Schwanzansatz in einem Abstand, der geringer als die Länge der ersten Flosse ist. Die erste Rückenflosse ist dreieckig mit einer abgerundeten Spitze. Der relativ kurze, ungewöhnlich kräftige und dicke Schwanz macht etwa ein Drittel der Körperlänge aus und endet in einer Schwanzflosse in der Form eines gleichschenkeligen Dreiecks mit leicht konvexen Flossenrändern. Im Unterschied zu den meisten anderen Rochen schwimmen Zitterrochen nicht mit ihren Brustflossen, sondern, ähnlich wie Haie, durch seitliche Schwanzbewegungen.
Die Haut ist weich und besitzt keine Hautschuppen.

## Verbreitung und Lebensraum

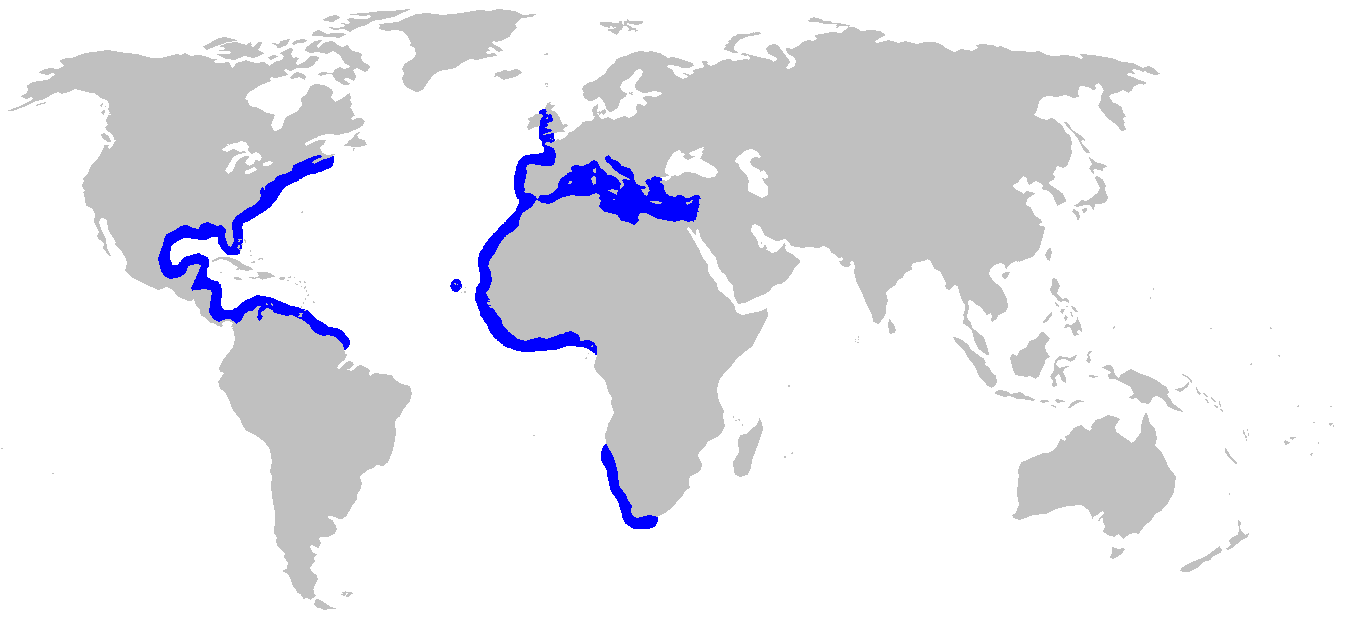
Verbreitungsgebiet des Atlantischen Zitterrochens

Der Atlantische Zitterrochen ist in kühlen bis gemäßigt-kalten Gewässern sowohl der amerikanischen wie auch der europäischen und afrikanischen Atlantikküste weit verbreitet. Im östlichen Atlantik ist er vom nördlichen Schottland über die gesamte europäische Atlantikküste und das Mittelmeer bis zum Golf von Guinea sowie von Namibia bis Südafrika und im Bereich der Azoren und Madeira anzutreffen. Im westlichen Atlantik reicht das Verbreitungsgebiet von Nova Scotia, Kanada, bis an die Küsten von Venezuela und Brasilien in Südamerika. In der Nordsee, im Mittelmeer und südlich von North Carolina wird er als selten eingestuft.
Junge Zitterrochen leben vor allem benthisch, also auf dem Meeresboden, und können vor allem in Flachwasserbereichen in Tiefen von 10 bis 50 Meter, gelegentlich auch deutlich tiefer, über sandigem bis schlammigem Bodengrund oder in der Nähe von Korallenriffen angetroffen werden. Im Laufe der Entwicklung und nach dem Erreichen der Geschlechtsreife werden sie teilweise pelagisch und halten sich entsprechend in höheren Gewässerbereichen auf. Ausgewachsene Zitterrochen werden häufig im Freiwasser der küstenfernen Meeresgebiete angetroffen. Entsprechend dieser Lebensweise wird der Rochen im Bereich von der Wasseroberfläche bis in Tiefen von bis zu 800 Metern gefunden, im Mittelmeer ist die bevorzugte Tiefe mit 200 bis 500 Metern dokumentiert. Es wird angenommen, dass der Atlantische Zitterrochen als Wanderfisch lange Strecken zurücklegt.

## Lebensweise

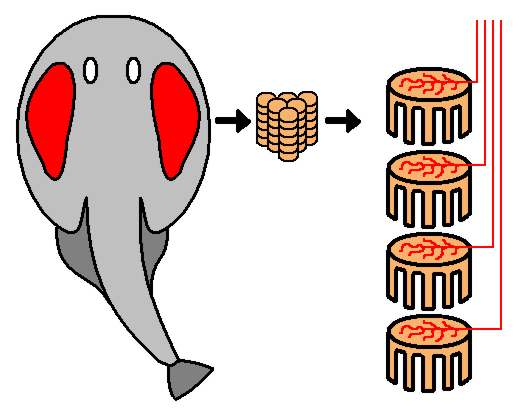
Elektroplax eines Zitterrochens (roter Bereich: Sitz des Organs)

Wie andere Zitterrochen ist auch der Atlantische Zitterrochen in der Lage, sowohl zum Beutefang wie auch zur Verteidigung einen starken elektrischen Schlag zu erzeugen. Dieser wird durch ein Paar nierenförmige elektrische Organe produziert, die in der Körperscheibe liegen. Sie stellen etwa ein Sechstel des Körpergewichts der Rochen dar und bestehen aus etwa einer halben Million schleimgefüllter elektrischer Platten, die in mehr als 1000 unter der Haut sichtbaren, senkrechten und sechseckigen Säulen angeordnet sind. Die Säulen funktionieren analog zu in Parallelschaltung verbundenen elektrischen Batterien, wodurch ein ausgeruhter Atlantischer Zitterrochen eine elektrische Leistung von bis zu einem Kilowatt bei 170–220 Volt produzieren kann. Die elektrische Entladung erfolgt durch eine Serie von schnell nacheinander erfolgenden Impulsen, die jeweils etwa 0,03 Sekunden dauern. Dabei enthält eine Serie im Durchschnitt etwa 12 Impulse, wobei jedoch auch schon Serien von mehr als 100 Impulsen dokumentiert wurden. Der Rochen sendet zudem auch ohne einen offensichtlichen äußeren Reiz regelmäßig Impulse aus.
Der Atlantische Zitterrochen ist ein Einzelgänger, der sich tagsüber auf oder halb unter dem Meeresbodensubstrat aufhält und nachts aktiv wird. Einige Beobachtungen legen nahe, dass dieser Rochen bis zu einem Tag außerhalb des Wassers überleben kann.

### Ernährung
Der Atlantische Zitterrochen ernährt sich vor allem von kleineren Knochenfischen, darunter Plattfische, Lachsfische, Meeräschen und Aale. Daneben erbeutet er auch kleine Katzenhaie und Krebstiere. Bei in Gefangenschaft gehaltenen Zitterrochen konnte beobachtet werden, dass sie beim Beutefang in der Regel still am Boden liegen und sich aus dieser Position heraus auf vorbeikommende Beutefische „stürzen“. Im Augenblick der Berührung klemmt der Rochen die Beute gegen seinen Körper oder den Meeresboden, indem er die großen Brustflossen um sie schlägt und ihr zugleich mit Hilfe der elektrischen Organe Stromstöße erteilt. Auf diese Weise ist es dem selbst recht langsamen Tier möglich, selbst vergleichsweise schnell schwimmende Tiere zu erbeuten. Die überwältigte Beute wird anschließend durch wellenförmige Bewegungen der Brustflossen zum Maul befördert und im Ganzen mit dem Kopf voran geschluckt. Die sehr beweglichen Kiefer erlauben es dem Zitterrochen, recht große Beutetiere zu packen und zu verschlucken. So wurde etwa ein vollständiger Lachs mit einem Gewicht von 2 Kilogramm im Magen eines Individuums gefunden, während ein anderes einen 37 Zentimeter langen Plattfisch der Art Paralichthys dentatus verschluckt hatte. Außerdem ist dieser Rochen dafür bekannt, dass er Fische tötet, die sehr viel größer sind, als dass sie von ihm gefressen werden könnten.

### Fressfeinde und Parasiten
Aufgrund seiner Größe und seiner Wehrhaftigkeit wird der Rochen nur selten zu Beute anderer Tiere. Zu den bekannten Parasiten des Rochens gehören die Bandwürmer Calyptrobothrium occidentale und C. minus, Grillotia microthrix, Monorygma sp. und Phyllobothrium gracile sowie die zu den Monogenea gehörenden Amphibdella flabolineata und Amphibdelloides maccallumi und der Copepod Eudactylina rachelae.

### Fortpflanzung und Entwicklung
Der Atlantische Zitterrochen ist lebendgebärend, wobei die Muttertiere keine Plazenta bilden (aplazental vivipar). Die Embryonen ernähren sich während der Anfangsphase ihrer Entwicklung durch den in der Eizelle enthaltenen Dotter, der nach dem Verbrauch durch eine von der Mutter produzierte protein- und fettreiche Zellflüssigkeit ersetzt wird („Gebärmuttermilch“). Die Weibchen haben zwei funktionale Eierstöcke (Ovarien) und Gebärmütter (Uteri). Ihr Fortpflanzungszyklus ist wahrscheinlich zweijährig.
Nach einer Tragzeit von etwa einem Jahr bringen die Weibchen im Sommer bis zu 60 Jungrochen zur Welt, wobei die Wurfgröße mit der Größe der Mutter zunimmt. Bei einer Länge von etwa 14 Zentimeter hat der Embryo ein Paar Knoten an der Vorderseite der Körperscheibe, die den Ursprung der Brustflossen markieren, und die häutige Trennung der Nasenlöcher ist noch nicht vorhanden, andererseits haben die Augen, das Spritzloch, die Kiemen, die Rückenflossen und die Schwanzflosse bereits in diesem Stadium die Proportionen des ausgewachsenen Rochens erreicht. Neugeborene Zitterrochen haben eine Länge von 17 bis 25 Zentimeter und besitzen noch immer die Knoten am Vorderrand des Körpers. Mit einer Länge von etwa 55 bis 90 Zentimeter erreichen Männchen wie Weibchen ihre Geschlechtsreife.

## Evolution und Systematik
Die wissenschaftliche Erstbeschreibung des Atlantischen Zitterrochens erfolgte 1835 durch den französischen Naturforscher Charles Lucien Bonaparte in seiner Darstellung der Fauna Italiens unter dem Titel Iconografia della Fauna Italica. Dabei wurden 16 Individuen des Zitterrochens als Syntypen für die Artbeschreibung verwendet.
Der Atlantische Zitterrochen wurde der Gattung Torpedo zugeordnet, die zur Familie der Zitterrochen (Torpedinidae) gehört. Innerhalb dieser wurde der Atlantische Zitterrochen der Untergattung Tetronarce zugeordnet, die sich von den anderen Untergattungen vor allem durch ihre gleichmäßige Färbung und der glattrandigen Spritzlöcher unterscheidet. Seit kurzem wird Tetronarce als eigenständige Gattung geführt, so das Tetronarce nobiliana jetzt die gültige wissenschaftliche Bezeichnung für die Art ist.
Die Zuordnung des südafrikanischen großen Zitterrochens zu dieser Art ist umstritten und wird als provisorisch betrachtet, zudem könnte ein Nachweis eines Zitterrochens im Indischen Ozean vor Mosambik ebenfalls dieser Art angehören.

## Beziehung zum Menschen

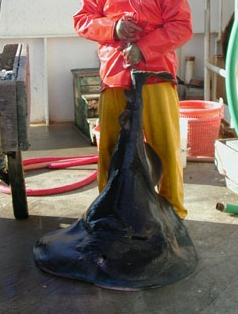
Der Atlantische Zitterrochen wird häufig als Beifang gefangen, eine Nutzung erfolgt nicht.

Die durch den Atlantischen Zitterrochen generierten elektrischen Schläge sind für einen Menschen nur sehr selten lebensbedrohlich, sie sind jedoch sehr stark und können zu einer Bewusstlosigkeit führen. Für einen Taucher ist die Desorientierung, die auf einen solchen elektrischen Schock folgt, allerdings die größte Gefahr.

### Kulturgeschichte und Nutzung
Historisch wurden elektrische Fische, darunter auch der Atlantische Zitterrochen, in der Antike zu medizinischen Zwecken genutzt. Der römische Arzt Scribonius Largus beschrieb im ersten Jahrhundert unserer Zeitrechnung in seinen Compositiones die Anwendung mit lebenden „dunklen Zitterrochen“ bei Patienten mit Gicht oder chronischen Kopfschmerzen.
Um 1800 wurde der Zitterrochen, im englischen Sprachraum als torpedo bezeichnet, Namensgeber für die von dem amerikanischen Erfinder Robert Fulton als Torpedo bezeichneten Bomben in Form einer nachgeschleppten Schießpulver-Ladung, die ein Unterseeboot (in seinem Fall die „Nautilus“) gegen Schiffe einsetzen konnte (und die damals eher den heutigen Seeminen entsprachen).
Vor der Einführung von Brennstoffen auf der Basis von Erdöl wurde das Leberöl dieser Art als qualitativ gleichwertig mit dem des Pottwals (Physeter macrocephalus) angesehen und als Lampenöl verwendet. Es wurde bis in die 1950er Jahre zudem von Seeleuten als Mittel gegen Muskel- und Magenkrämpfe angewendet, außerdem wurde es als Schmierstoff für landwirtschaftliche Geräte verwendet.
Gemeinsam mit anderen Arten der Zitterrochen dient der Atlantische Zitterrochen zudem als Modellorganismus in der biomedizinischen Forschung, da die elektrischen Organe über zahlreiche Rezeptorproteine für den Neurotransmitter Acetylcholin verfügen. Diese Rezeptoren spielen eine zentrale Rolle für die Steuerung von neuralen Prozessen und sind unter anderem wichtig für den Bereich der Anästhesie.

### Fischerei und Gefährdung
Der Zitterrochen wird häufig als Beifang in der Grundschleppnetz- und Langleinen-Fischerei gefangen, eine kommerzielle Nutzung erfolgt allerdings aufgrund des sehr schlaffen und geschmacklosen Fleisches nicht. Wenn er auf See gefangen wird, wird er meist entsorgt oder als Köder zerschnitten. Er wird von der International Union for Conservation of Nature (IUCN) als möglicherweise gefährdet angesehen. Allerdings sind sehr wenig Daten zur Beurteilung vorhanden, er wird daher in der Roten Liste gefährdeter Arten als Art ausgewiesen, für die ungenügend Daten über Fangraten und Populationsentwicklungen zur Gefährdungsbewertung vorliegen (Data Deficient). Beifang und die Zerstörung und Beschädigung der Laichgründe in Flachwassergebieten, die eine wichtige Rolle für die Entwicklung spielen, durch Schleppnetzfischerei können für die Art prekär werden. Seine geringe Reproduktionsrate begrenzt die Kapazität, sich von einem Populationsrückgang zu erholen.